# Олберслебен
Олберслебен (њем. Olbersleben) општина је у њемачкој савезној држави Тирингија. Једно је од 55 општинских средишта округа Земерда. Према процјени из 2010. у општини је живјело 787 становника. Посједује регионалну шифру (AGS) 16068038.

## Географски и демографски подаци
Олберслебен се налази у савезној држави Тирингија у округу Земерда. Општина се налази на надморској висини од 157 метара. Површина општине износи 13,2 km². У самом мјесту је, према процјени из 2010. године, живјело 787 становника. Просјечна густина становништва износи 60 становника/km².